# تاريخ قضايا المرأة في عام 1919
تشمل المقالة التالية قائمة بالأحداث التاريخية الجديرة بالملاحظة المتعلقة بالحركة النسائية الدولية التي حدثت في عام 1919.

## الأحداث

### كانون الثاني

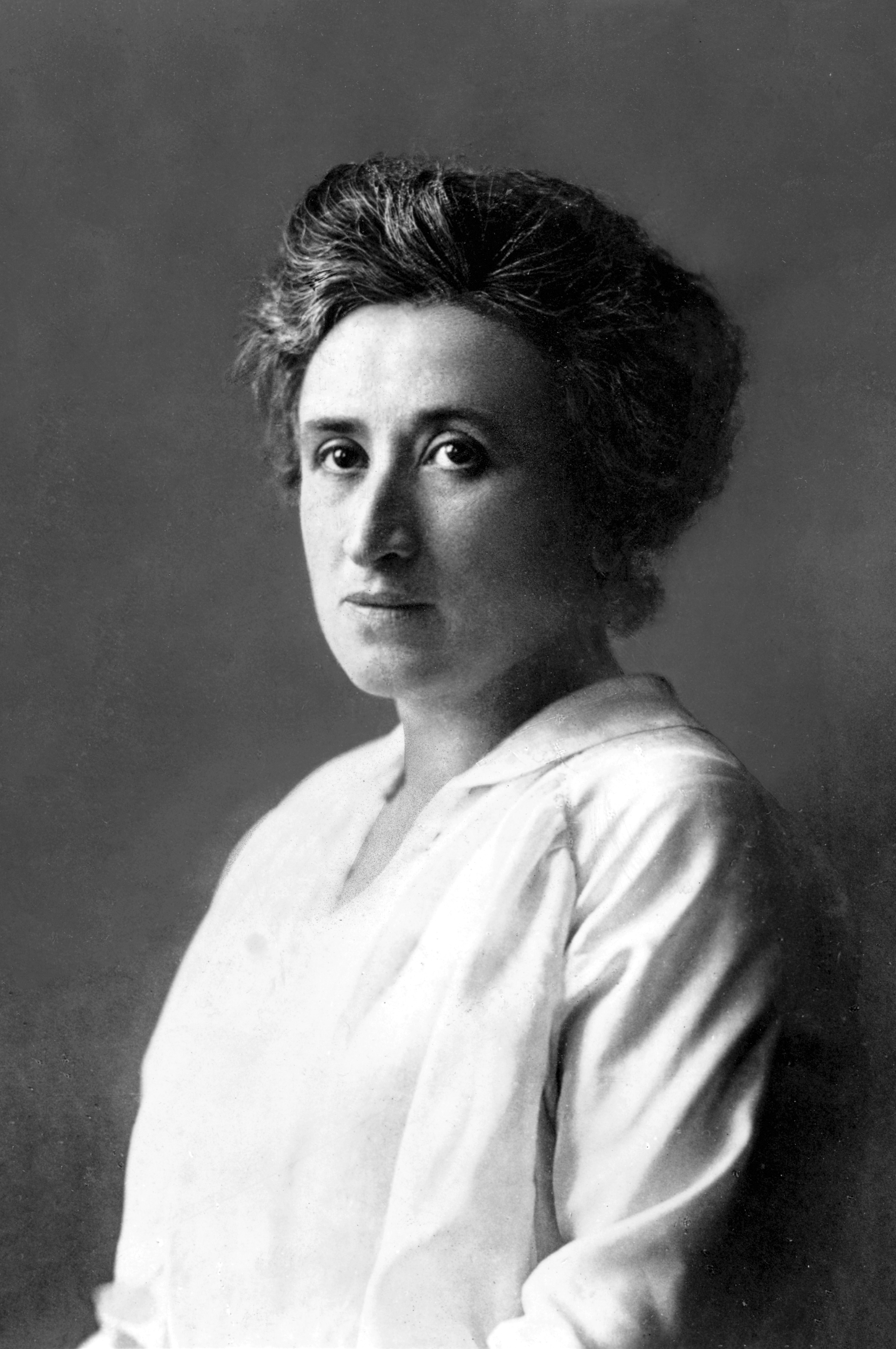
الاشتراكية الألمانية الثورية روزا لوكسمبورغ.

- كانون الثاني / يناير 1919: تشيكوسلوفاكيا - بموجب أحكام القواعد الانتخابية للمستوطنات في تشيكوسلوفاكيا، القانون 75، الذي تم تبنيه في يناير 1919، مُنح الرجال والنساء في المنطقة التشيكية في البلاد حقوق تصويت متساوية في الانتخابات البلدية.[1]
- 1 كانون الثاني 1919: كندا - مُنحت المرأة الحق في الترشيح في الانتخابات الفيدرالية.[2][3]
- 15 كانون الثاني 1919: ألمانيا - مقتل الناشطة الاشتراكية الثورية المناهضة للحرب روزا لوكسمبورغ على يد جنود قوميين يمينيين.[4]
- 19 كانون الثاني / يناير 1919: ألمانيا - بمقتضى أحكام دستور فايمار، مُنحت المرأة المساواة في الحصول على التعليم وتكافؤ الفرص في التعيينات في الخدمة المدنية بأجر متساوي.[5]
- 26 كانون الثاني / يناير 1919: بولندا - انتخاب خمس نساء - غابرييلا باليكا إيوانوفسكا، وجادويغا دزيوبسكا، ايرينا كوزموفزكا، ماريا ماكزيدلوفوسكا، وزوفيا موراكويزكا - لأول مرة بالبرلمان، بعد إنشاء الجمهورية البولندية الثانية. [6]

### شهر فبراير
- 4 فبراير 1919: بيلاروسيا - مُنحت النساء الحق في التصويت والترشح في الانتخابات.[7][8]
- 10 فبراير 1919: مجلس الشيوخ الأمريكي يهزم تعديل حق المرأة في التصويت.[9]
- 10 فبراير 1919: باريس، فرنسا - عقد مؤتمر النساء بين الحلفاء، والمعروف أيضًا باسم المؤتمر الانتخابي للدول الحليفة والولايات المتحدة، لجمع قائمة بقضايا المرأة لتقديمها إلى مندوبي مؤتمر باريس للسلام، [10] منذ منعهم من المؤتمر الرسمي.[11]
- 14-16 فبراير 1919: جورجيا - شاركت النساء لأول مرة في التصويت الوطني، وانتُخبن أعضاء في الجمعية الدستورية.[12] وفي 2 ديسمبر 1918، انتُخبت بيري خان سفييفا ((بالأذرية: Pərixan Sofiyeva) (بالجورجية: ფარიხან სოფიევა)، كأول امرأة أذربيجانية تعيش في جورجيا للعمل كمستشارة محلية لمجلس قرية كاراجالا في إقليم كاخيتي، وبدأت فترة عملها كممثلة إقليمية في الانتخابات البرلمانية التي أجريت في عام 1919.[13][14]
- 16 فبراير 1919: النمسا - سُمح للنساء بالتصويت لأول مرة. تم انتخاب ثماني نساء، من بينهن 7 ممثلين للحزب الاجتماعي الديمقراطي في النمسا: آنا بوشيك، ايمي فرودليتش، أدلهيد بوب، جابريلا بروفت، تيريز شليزنجر، أمالي سيدل، وماريا توش، وممثلة واحدة للحزب الاجتماعي المسيحي: هيلدغارد برجان.[15]
- 22 فبراير 1919:[16] جزيرة مان - تمكنت النساء من الترشيح كمرشحات في الانتخابات لأول مرة عند منح حق الاقتراع العام، على الرغم من استمرار القيود المفروضة على الملكية للناخبين حتى عام 1969.[17]
- 26 فبراير 1919: مين - أصدر مجلس شيوخ الولاية قرارًا يسمح للنساء بالتصويت للناخبين الرئاسيين. [18]

### مارس
- 6 مارس 1919: ميشيغان - صوتت النساء لأول مرة بموجب قانون الولاية الذي تمت الموافقة عليه في نوفمبر 1918. كانت أول امرأة تمارس التصويت هي روزا جون، زوجة تاجر سوري بارز.[19][20]
- 9 مارس 1919: إيطاليا - تم تقديم مشروع قانون ساتشي Sacchi، والذي قضى على تفوق الأزواج في قانون الأسرة، وأعطى المرأة الحق في السيطرة على ممتلكاتها الخاصة، ومكنها من الوصاية المتساوية على أطفالها، والترشح للمناصب العامة والدخول في بعض المهن. (تمت الموافقة على مشروع القانون من قبل لجنة مجلس الشيوخ وتم تمريره دون تغيير في يوليو).[21] [22] اقتُرح جدول أعمال سيشل، والذي من شأنه أن يعطي النساء الإيطاليات حق التصويت. تم تأجيل الهيئة التشريعية قبل استدعاء مجلس الشيوخ. [23]
- 10 مارس 1919: أوكرانيا - مُنحت النساء حق التصويت.[7]
- 17 مارس 1919: كانتون نوشاتيل، سويسرا - وافق المجلس على وضع مسألة حق المرأة في الاقتراع الذي يقرره الناخبون. [22]
- 19 مارس 1919: مين - أصدر مجلس الدولة قرارًا يسمح للنساء بالتصويت للناخبين الرئاسيين. [22]
- 21 مارس 1919: الجمهورية السوفيتية الهنغارية - امتد الاقتراع العام ليشمل أعضاء النقابات فقط، ومع حل الجمهورية في أغسطس 1919 نُقِض القانون، ولم يكن هناك حق للاقتراع العام مرة أخرى حتى عام 1945.[24]
- 28 مارس 1919: ميسوري - مُنحت النساء الحق في التصويت للناخبين الرئاسيين من قبل الهيئة التشريعية للولاية. وقع الحاكم التشريع في 5 أبريل. [25]

### أبريل
- 9 أبريل 1919: شرق إفريقيا البريطانية (كينيا حاليًا) - أقر المشرعون في القراءة الثالثة مشروع قانون الامتياز، مرسوم المجلس التشريعي رقم 16 ، الذي منح حق الاقتراع المتكافئ للبالغين للنساء والرجال [26] من «أصل أوروبي خالص»، [27] الذين كانوا يتحدثون الإنجليزية، رعايا بريطانيا يعرفون القراءة والكتابة والممتلكات المملوكة. استبعدت على وجه التحديد الأفارقة [28] والرعايا البريطانيين من الهند، أو مواقع أخرى خارج أوروبا.[28]
- 17 أبريل 1919: نيو برونزويك، كندا - تم منح النساء حق الاقتراع العام الكامل. [22]

### مايو
- 3 أيار/مايو 1919: أتلانتا، جورجيا - مُنحت النساء البيض حق التصويت في الانتخابات البلدية. [22]
- 8 مايو 1919: لوكسمبورغ - مددت الجمعية الدستورية الحق في التصويت لجميع المواطنين الذين تزيد أعمارهم عن 21 عامًا بغض النظر عن جنسهم. دخل الدستور الجديد حيز التنفيذ في 15 مايو 1919. [29]
- 9 أيار / مايو 1919: بلجيكا - تم السماح للنساء، بوصفهن وكلاء للرجال الأبطال الذين لقوا حتفهم في الحرب العالمية الأولى، والذين كانوا أرامل أو أمهات الجنود الذين قُتلوا أثناء القتال، والذين كانوا سجناء سياسيين يحتجزهم العدو، أو ممن شاركن في المقاومة بالتصويت والترشيح.[7] [29]
- 12-17 أيار / مايو 1919: زيورخ، سويسرا - ندد المؤتمر الدولي الثاني للمرأة من أجل السلام والحرية بالشروط النهائية لمعاهدة فرساي التي أنهت الحرب العالمية الأولى وأطلق عليها اسم منظمة السلام التي تأسست عام 1915 باسم الرابطة النسائية الدولية للسلام والحرية.[30]
- 15 أيار / مايو 1919: جزيرة جيرسي - مُنحت النساء العازبات اللائي تجاوزن العشرين من العمر حق التصويت في الانتخابات المحلية.[31]
- 16 أيار / مايو 1919: تاج كولوني في جامايكا، جزر الهند الغربية البريطانية - النساء اللائي يبلغن من العمر 25 عامًا أو أكثر، أو اللائي يكسبن 50 جنيهًا إسترلينيًا أو أكثر في السنة، أو يدفعن ضرائب بقيمة 2 جنيهًا إسترليني سنويًا، أصبحن مؤهلات للتصويت.[32][33]
- 20 أيار (مايو) 1919: فرنسا - أقر مجلس النواب مشروع قانون لمنح المرأة حق الاقتراع على قدم المساواة مع معارضة 377 نائبا مقابل 97. [34] لم يمرر مجلس الشيوخ الإجراء، مما أخر حقوق التصويت للنساء حتى عام 1944.[7]
- 24 مايو 1919: السويد - مُنحت النساء حق التصويت.[35]

### يونيو
- 5 يونيو 1919: التعديل الوطني للاقتراع، التعديل التاسع عشر للدستور الأمريكي، الذي أقره الكونغرس.[36]
- 10 يونيو 1919: إلينوي، [22] ولاية ويسكونسن، ميشيغان، بهذا الترتيب، أصبحت أول ثلاث ولايات تصادق على تعديل حق الاقتراع الوطني.[9][37][38][39][40]
- 15 يونيو 1919: تشيكوسلوفاكيا - صوتت النساء والرجال في المناطق التشيكية لأول مرة في ظل الاقتراع المتساوي لمرشحي البلديات. [29]
- 16 يونيو 1919: صدّقت كنساس وأوهايو ونيويورك، بهذا الترتيب، على التعديل التاسع عشر.[41][42][43][44]
- 17 يونيو 1919: إلينوي - بسبب خطأ بسيط في نص المقدمة الأولية لقرار التصديق على التعديل التاسع عشر، أعاد كل من مجلس الشيوخ ومجلس النواب تأكيد التصديق على حق المرأة في التصويت. بعد تقديم موجز لشرح مشروعية التعديل نفسه لم يكن في خطر، والتصويت الثاني كان مجرد إجراء قانوني، واعترف وزير الخارجية الأمريكي بأن إلينوي أول ولاية تصدق على التعديل الفيدرالي. [22]
- 19 يونيو 1919: ولاية بنسلفانيا - صدق مجلس الشيوخ على التعديل التاسع عشر. [22] [45]
- 21 يونيو 1919: أرمينيا - أُجريت أول انتخابات في ظل الاقتراع العام.[46] تم انتخاب ثلاث نساء حتى انهارت الحكومة في عام 1920.[47]
- 24 يونيو 1919: ولاية بنسلفانيا - صدق مجلس الدولة على التعديل التاسع عشر، مما جعل الولاية هي السابعة التي تؤيد التعديل الفيدرالي.[45]
- 25 يونيو 1919: ماساتشوستس - صدق مجلس الدولة على التعديل التاسع عشر بأغلبية 185 صوتًا مؤيدًا و47 معارضًا ومجلس شيوخ الولاية بأغلبية 34 صوتًا مقابل 5 أصوات، مما جعل الولاية في المرتبة الثامنة للتصديق على التعديل الفيدرالي. [22]
- 28 يونيو 1919: تكساس - صدق المجلس التشريعي للولاية على التعديل التاسع عشر، مما جعل الولاية هي التاسعة التي توافق على التعديل الفيدرالي. [22]
- 28-29 يونيو 1919: كانتون نيوشاتيل، سويسرا - رفض الناخبون منح النساء حق التصويت. [22]

### يوليو

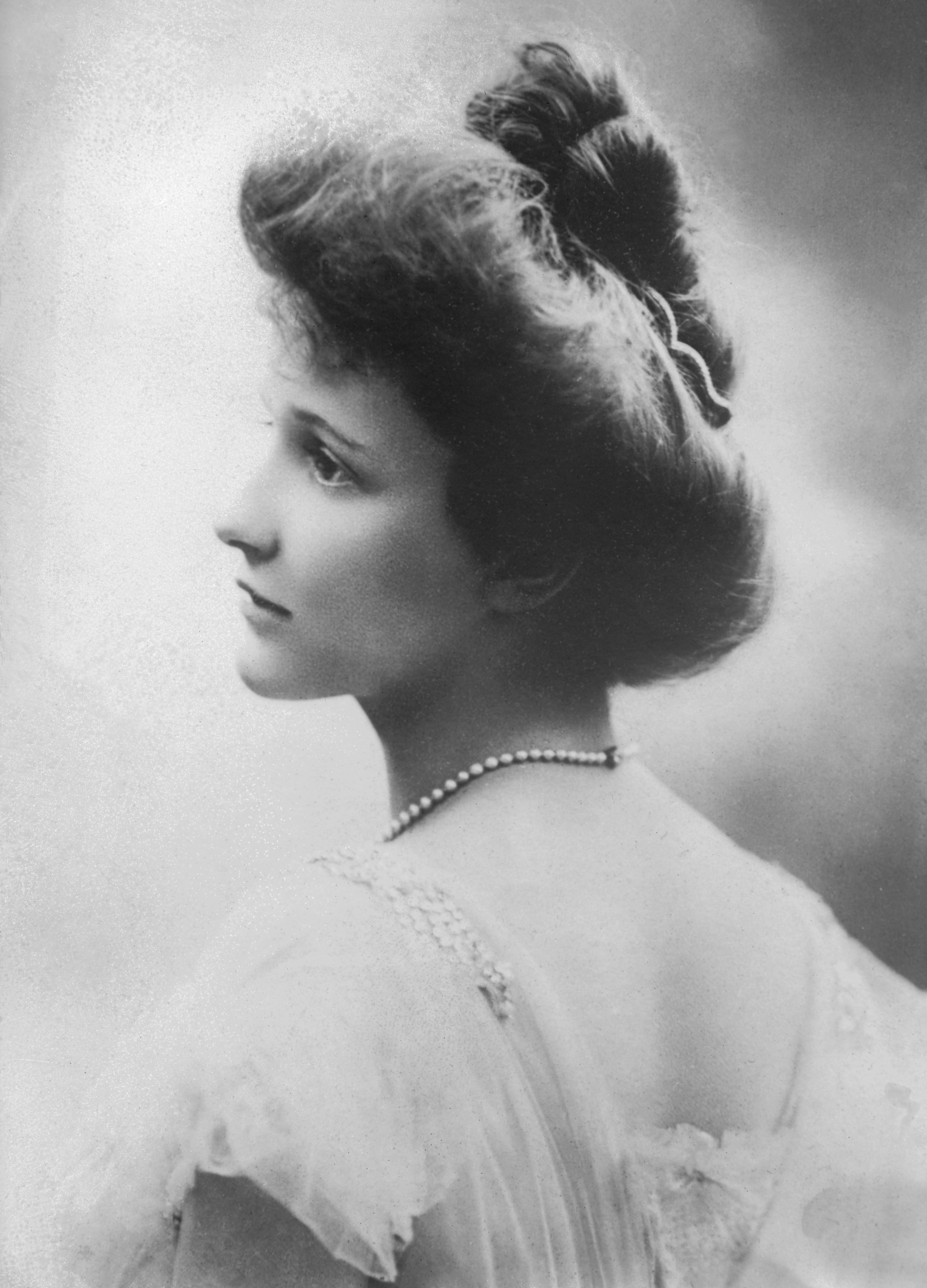
المحافظ نانسي أستور، أول عضوة في البرلمان البريطاني.

- 2 يوليو 1919: ولاية ايوا - في جلسة خاصة للمجلس التشريعي دعا إليها الحاكم، وافق كل من مجلس النواب ومجلس الشيوخ على التصديق على التعديل التاسع عشر. [22]
- 3 يوليو 1919: ميسوري - صادق كل من مجلس الشيوخ ومجلس النواب على التعديل التاسع عشر. [22]
- 4 تموز (يوليو) 1919: روديسيا البريطانية - حصل مرسوم حق المرأة على موافقة المفوضة السامية على السماح للنساء من سن 21 سنة أو أكبر بالتصويت والعمل كأعضاء في المجلس التشريعي، شريطة أن يستوفوا المؤهلات المهنية والمرتبات. تتمتع النساء المتزوجات تلقائيًا بنفس الحقوق التي يتمتع بها أزواجهن، طالما عاش الزوجان معًا في علاقة غير متعددة الزوجات واستوفوا متطلبات الدخل.[48]
- 12 تموز (يوليو) 1919: جزيرة جيرسي - أعطى قانون الحقوق الانتخابية or التصويت للنساء المتزوجات اللائي كان أزواجهن من دافعي الأسعار والنساء اللائي تزيد أعمارهن عن 30 سنة ويتقاضين أجرًا بقيمة 10 ₤ أو أكثر سنويًا.[49]
- 15 يوليو 1919: أصدر بابا الفاتيكان بنديكت الخامس عشر إعلانًا لدعم الحقوق السياسية للمرأة.[50]
- 17 يوليو 1919: ألاباما - مجلس شيوخ الولاية يرفض التصديق على التعديل التاسع عشر بأغلبية 19 صوتًا مقابل 13 صوتًا.[51]
- 21 تموز (يوليو) 1919: أذربيجان - مُنحت النساء حق التصويت.[52][53]
- 24 يوليو 1919: جورجيا - رفض كل من مجلس الشيوخ ومجلس النواب التصديق على التعديل التاسع عشر للدستور الأمريكي. [22]
- 28 تموز (يوليو) 1919: أركنساس - بعد تصويت مجلس الشيوخ بأغلبية 29 صوتًا مقابل صوتين ومعارضة 75 صوتًا مقابل 17 صوتًا، وأصبحت أركنساس الولاية الثانية عشرة التي صدقت على التعديل التاسع عشر. [22] [54]
- 31 يوليو 1919: مونتانا - صادق مجلس شيوخ الولاية على التعديل التاسع عشر للموافقة على حق المرأة في التصويت.[55][56]

### أغسطس
- 2 أغسطس 1919: مونتانا ونبراسكا - صدق مجلس ولاية مونتانا على التعديل التاسع عشر الذي ألحقه الحاكم فورًا بتوقيعه [57][58] وصدق المجلس التشريعي لولاية نبراسكا بالإجماع على التعديل الفيدرالي في نفس اليوم.[56][59]
- 11 أغسطس 1919: ألمانيا - بموجب دستور فايمار، منحت ألمانيا المرأة حق التصويت.[60][61]
- 19 أغسطس 1919: أفغانستان - منح أمان الله خان، أمير أفغانستان للمرأة حق التصويت في وقت واحد مع استقلال البلاد عن الحكم البريطاني.[62][63]

### سبتمبر
- سبتمبر 1919: لوكسمبورغ - صوتت النساء لأول مرة في استفتاء حول الاحتفاظ بالملكية. [29]
- 8 سبتمبر 1919: مينيسوتا - صدق مجلس الدولة ومجلس الشيوخ على التعديل التاسع عشر بأغلبية 120 صوتًا مقابل 6 أصوات ومن 60 صوتًا إلى 5 أصوات على التوالي. [22]
- 10 سبتمبر 1919: نيو هامبشاير - اتبع مجلس شيوخ الولاية مجلس النواب الذي صدق على التعديل التاسع عشر في اليوم السابق ومرر تعديل حق الاقتراع بتصويت 14 مقابل 10. [22]
- 17 سبتمبر 1919: ألاباما - مجلس الدولة يرفض التصديق على التعديل 19 بتصويت 60 معارض و 31 مؤيد. [22] [64] لم تصدق ألاباما على التعديل حتى 8 سبتمبر 1953.[65]
- 18 سبتمبر 1919: هولندا - منحت هولندا النساء حق التصويت. سبق منح الحق في الترشح للانتخابات في عام 1917.[66][67]
- 29-30 أيلول / سبتمبر 1919: يوتا - في جلسة تشريعية خاصة، صدق مجلس شيوخ الولاية على التعديل التاسع عشر في 29 واليوم التالي الذي تبعه مجلس الدولة. [22] [68]

### شهر أكتوبر
- تشرين الأول / أكتوبر 1919: إيطاليا - أقر مجلس النواب مشروع قانون يمنح النساء المتعلمات البالغات من العمر 21 سنة والنساء الأكبر سنًا والأميات 30 سنة أو أكبر، ولم يكن مجرمات أو مجنونات أو صامتات أو فقيرات أو مومسات أو لديهن حقوق متساوية مع الناخبين الذكور بموجب القانون الساري في عام 1920. تم حل البرلمان في وقت لاحق دون تصويت مجلس الشيوخ على هذا الإجراء. [34]
- 26 أكتوبر 1919: لوكسمبورغ - شاركت المرأة لأول مرة في الانتخابات البرلمانية [29] [69] وانتُخبت مارغريت توماس كليمنت كأول امرأة برلمانية.[70]
- 28 أكتوبر - 6 نوفمبر 1919: واشنطن العاصمة - جمع المؤتمر الدولي للمرأة العاملة أكثر من 200 امرأة لمناقشة قضايا عمل المرأة وتقديم توصيات إلى منظمة العمل الدولية.[71]
- 29 تشرين الأول / أكتوبر 1919: نيوزيلندا - سُمح للمرأة بترشيح نفسها في البرلمان. رشحت روزيتا بوم وأيلين كوك وإيلين ميلفيل كأول مرشحات، رغم أنه لم يتم انتخاب أي منها.[72][73]

### شهر نوفمبر
- 1 نوفمبر 1919: كاليفورنيا - في جلسة تشريعية خاصة، صوت مجلس شيوخ الولاية بالإجماع لصالح التعديل التاسع عشر ووافق عليه مجلس الدولة بتصويت 73 لصالح و 2 معارض، [22] لتصبح الولاية الثامنة عشرة للتصديق على الفيدرالية تعديل.[74]
- 4 نوفمبر 1919: مين - صدق مجلس الشيوخ على التعديل التاسع عشر. [22]
- 5 نوفمبر 1919: مين - صدق مجلس الدولة على التعديل التاسع عشر، [22] مما جعل ولاية ماين الدولة التاسعة عشرة للموافقة على التصديق.[74]
- 20 نوفمبر 1919: ليتوانيا - أصدر مجلس ليتوانيا قانون الانتخابات الذي يجيز الاقتراع العام لجميع المواطنين الذين تزيد أعمارهم عن 21 عامًا، [75] والذي تم تحديده في الدستور المؤقت لعام 1918.[76]
- 26 نوفمبر 1919: داكوتا الشمالية - صدق مجلس الشيوخ على التعديل التاسع عشر.[77]

### ديسمبر
- 1 ديسمبر 1919: إنجلترا - أصبحت نانسي أستور أول امرأة تشغل مقعدها في مجلس العموم.[78][79]
- 1 ديسمبر 1919: داكوتا الشمالية - صدق مجلس الدولة على التعديل التاسع عشر، [80] ليصبح الولاية العشرين التي توافق على التعديل الفيدرالي.[81]
- 3-4 كانون الأول / ديسمبر 1919: ساوث داكوتا - في الثالث، تبنى مجلس الدولة التعديل الاتحادي للاقتراع، ثم في الرابع من خلال تصديق مجلس شيوخ الولاية على التعديل التاسع عشر.[82]
- 12 ديسمبر 1919: كولورادو - في جلسة تشريعية خاصة، صادق كل من مجلس الشيوخ ومجلس النواب بالإجماع على التعديل التاسع عشر. وقع الحاكم التشريع بعد ثلاثة أيام. [22]
- 21 ديسمبر 1919: الولايات المتحدة - تم ترحيل الأناركية إيما جولدمان من الولايات المتحدة إلى روسيا السوفيتية.[83]
- 22 ديسمبر 1919: أستراليا - أصبحت جريس بيني أول امرأة أسترالية تجلس في مجلس محلي.[84]
- 23 كانون الأول / ديسمبر 1919: المملكة المتحدة - أصبح قانون استبعاد الجنس قانونًا، مما مكّن النساء من الانضمام إلى المهن. في بيان افتتاحي واسع، حُدد أنه «لا يجوز استبعاد أي شخص حسب الجنس أو الزواج من ممارسة أي وظيفة عامة، أو من تعيينه في أو شغل أي منصب أو وظيفة مدنية أو قضائية، أو من الدخول أو تولي أو القيام بأي مهنة أو مهنة مدنية». يوفر القانون فرص عمل للمرأة، وقد تم تعيين الكثير منهن كقاضيات، لكنه في الواقع كان أقل بكثير من توقعات الحركة النسائية. لا تزال المناصب العليا في الخدمة المدنية مغلقة أمام النساء ويمكن استبعادهن من هيئات المحلفين إذا كان من المرجح أن تكون الأدلة «حساسة للغاية».[85][86]